# ROCKSII
『ROCKSII』（ロックス2）は、2014年2月26日にリリースされた甲斐バンド通算3作目のセルフ・カバー・アルバム。

## 概要
甲斐バンドの結成40周年を記念してリリースされた2013年1月9日発売のセルフカバーアルバム『ROCKS』の続編。発売日のオリコンデイリーチャートは第16位。
収録曲の選曲は、甲斐バンドとしては初の試みのファン投票を2013年9月28日から10月15日までネット上で開催し、上位10曲からメンバーがシングル曲など8曲を選曲。また、KAI FIVEのヒット曲で甲斐が甲斐バンド名義での収録を望んだ「風の中の火のように」など計12曲を新録。約2週間で約7600票が集まった。この投票に参加すると抽選で2014年夏に開催予定の甲斐バンドコンサートツアー（7月6日名古屋公演を皮切りに11都市12公演を廻る40周年ツアー）の東京公演のプレミアムシート（40周年スペシャルプレゼント付）にペアで5組10名が招待される。
レコーディングは、前作同様に2日間で全曲一発録りで行われた。
初回限定盤には、前作同様に本作収録曲の伝説のライブ映像がダイジェスト編集で収録されたスペシャルDVD付き。

## 収録曲
1. ブライトン・ロック
2. 風の中の火のように
3. そばかすの天使
4. らせん階段
5. 破れたハートを売り物に
6. BLUE LETTER
7. 吟遊詩人の唄 (ONE MAN BAND)
8. ビューティフル・エネルギー
9. 港からやってきた女
10. 100万$ナイト
11. この夜にさよなら
12. 吟遊詩人の唄 - Reprise -

## 収録曲（初回限定盤DVD）
1. ブライトン・ロック
2. 風の中の火のように
3. そばかすの天使
4. らせん階段
5. 破れたハートを売り物に
6. BLUE LETTER
7. 吟遊詩人の唄 (ONE MAN BAND)
8. ビューティフル・エネルギー
9. 港からやってきた女
10. 100万$ナイト
11. この夜にさよなら

## 投票結果（上位5曲）
1. この夜にさよなら
2. ブライトン・ロック
3. 破れたハートを売り物にして
4. 100万$ナイト
5. 港からやって来た女